# Мітренга (Сілезьке воєводство)
Мітренга (пол. Mitręga) — село в Польщі, у гміні Лази Заверцянського повіту Сілезького воєводства.
Населення — 33 особи (2011).
У 1975—1998 роках село належало до Катовицького воєводства.

## Географія
У селі бере початок річка Мітренґа.

## Демографія
Демографічна структура станом на 31 березня 2011 року:
|          | Загалом | Допрацездатний вік | Працездатний вік | Постпрацездатний вік |
| -------- | ------- | ------------------ | ---------------- | -------------------- |
| Чоловіки | 17      | 3                  | 13               | 1                    |
| Жінки    | 16      | 0                  | 9                | 7                    |
| Разом    | 33      | 3                  | 22               | 8                    |